# Nira Dyn
Nira (Richter) Dyn (em hebraico:  נירה דין) é uma matemática israelense, que trabalha com modelagem geométrica, subdivisão de superfícies, teoria da aproximação e compressão de imagens. É professora emérita de matemática aplicada da Universidade de Tel Aviv.

## Formação e carreira
Dyn obteve um bacharelado na Technion em 1965. Na pós-graduação estudou no Instituto Weizmann de Ciência, onde obteve um mestrado em 1967 e completou o doutorado em 1970, com a tese Optimal and Minimum Norm Approximations to Linear Functionals in Hilbert Spaces, and their application to Numerical Integration, orientada por Philip Rabinowitz.

## Reconhecimentos
Foi palestrante convidada do Congresso Internacional de Matemáticos em Madrid (2006).

## Livros
- Stochastic Models in Biology (as Nira Richter-Dyn, with Narendra S. Goel, Academic Press, 1974)
- Approximation of Set-valued Functions: Adaptation of Classical Approximation Operators (with Elza Farkhi and Alona Mokhov, Imperial College Press, 2014)